# Thomas Groome
Thomas Henry Groome, född 30 september 1945 i Dublin, är en irländsk-amerikansk författare och lärare inom teologi och religionsvetenskap vid Boston College.
Groome föddes i Irland och studerade vid Salesianordens St. Don Bosco high school seminary i Ballinakill mellan 1957 och 1959, övergick 1962 till Belcamp College i Dublin och studerade därefter vid St. Patrick's College and Seminary i Carlow. Groome blev filosofie kandidat 1964 och Master of Divinity 1968. Under studietiden i Carlow ägnade sig Groome åt thomistisk bibelvetenskap och studerade dokumenten från det andra vatikankoncilitet 1962–1965. 1971 började han studera religionsvetenskap och religionspedagogik vid Fordham University, där han blev Master of Religious Eduaction 1973. 1976 blev han Doctor of Education vid Fordham University. Efter studierna undervisade Groome vid Catholic University of America i Washington, D.C. mellan 1975 och 1976, varefter han blev religionslärare vid Boston College. Sedan 1992 är han professor vid Boston College.

### Svenska översättningar
- 2002 – Inför resan genom livet: En andlig vision för uppfostran och utbildning (översättning: Rune Larsson)
- 2015 – Kommer det att finnas tro: En ny vision för undervisning och växande tro (översättning: Rune Larsson)